# Шило, Ростислав Александрович
Ростисла́в Алекса́ндрович Ши́ло (23 октября 1940, Иман — 26 апреля 2016, Новосибирск) — советский и российский общественный деятель, заслуженный работник культуры РСФСР, почётный житель Новосибирска, директор Новосибирского зоопарка (1969—2016).

## Биография
Ростислав Александрович Шило родился 23 октября 1940 года в городе Иман Приморского края в семье биолога.
Во время Великой Отечественной войны семья была эвакуирована сначала в Куйбышев, а затем переехала в Новосибирск. В 1961 году Р. А. Шило окончил Куйбышевский сельскохозяйственный техникум, получив специальность ветеринара. В том же году пришёл работать в Новосибирский зоопарк, сначала работал рабочим по уходу за животными, затем ветеринарным врачом, а после директором передвижного зоопарка.
С 1962 по 1965 годы проходил службу в радиотехнических войсках на Дальнем Востоке. После службы в армии вернулся работать в зоопарк, где был назначен заведующим секции млекопитающих и председателем профсоюзного комитета. С 1969 по 1972 годы исполнял обязанности, а в 1972 году официально стал директором зоопарка, оставаясь в этой должности до конца жизни. В 1975 году окончил Новосибирский сельскохозяйственный институт по специальности «Зоотехния».
Р. А. Шило занимался научной работой, добиваясь выдающихся успехов в сохранении и разведении редких и исчезающих видов диких животных. На его счету 9 научных открытий, 50 научных работ различной тематики по редким видам диких животных. Благодаря усилиям и идеям, а также огромной целеустремленности Ростислава Шило, был построен уникальный комплекс нового зоопарка, который, в настоящее время, является гордостью новосибирцев и собирает любителей природы и животных со всех уголков мира. Новосибирский зоопарк участвует в 77 международных программах по сохранению редких и исчезающих видов в неволе, являясь также действительным членом Европейской (EAZA) и Евроазиатской региональной ассоциации зоопарков и аквариумов (ЕАРАЗА), а также Международной ассоциации зоопарков и аквариумов (World Association of Zoos and Aquariums).
Р. А. Шило был членом фракции «Единая Россия». С 2000 года до конца жизни был депутатом городского совета Новосибирска. Также работал в Комиссии по культуре, спорту, молодёжной политике, международному и межмуниципальному сотрудничеству и Комиссии по бюджету и налоговой политике.
В марте 2016 года Р. А. Шило перенёс операцию в израильской клинике. Скончался 26 апреля 2016 года в Новосибирском НИИ имени Е. Н. Мешалкина.
Похоронен на Заельцовском кладбище Новосибирска.

## Награды и премии
- Юбилейная медаль «Двадцать лет Победы в Великой Отечественной войне 1941—1945 гг.»[1].
- Орден «Знак Почёта» (1981 год)[8].
- Заслуженный работник культуры РСФСР (1987 год)[8].
- Орден Дружбы (2001 год)[9].
- Орден «За заслуги перед Отечеством» IV степени (2012 год)[10].
- Памятный знак «За труд на благо города» (Новосибирск, 2013)[11].
- Почётный гражданин Новосибирска[12].